# Magnolienartige
Die Magnolienartigen (Magnoliales) sind eine Pflanzenordnung in der informellen Gruppe der Magnoliopsida. Sie enthält sechs Familien.

## Beschreibung
Es sind immergrüne oder laubwerfende verholzende Pflanzen. An den Zweigen sind die Laubblätter meist zweizeilig angeordnet. Die Blätter sind ungeteilt, oftmals ledrig und haben meist einen glatten Rand. Nebenblätter sind keine vorhanden.
Die meist großen Blüten sind zwittrig. Die einzelnen Blütenorgane weisen eine deutliche schraubige Anordnung auf, die Blütenachse ist relativ lang und zapfenförmig und alle Blütenorgane sind in großer Anzahl vorhanden. Die Fruchtblätter sind frei.

## Systematik
Die Magnolienartigen gehören zur informellen Gruppe der Magnoliids, einer basalen Gruppe der Bedecktsamer aus vier Ordnungen. Ihr Schwestertaxon sind die Laurales. Die Ordnung Magnoliales enthält sechs Familien mit 154 Gattungen und fast 3000 Arten:

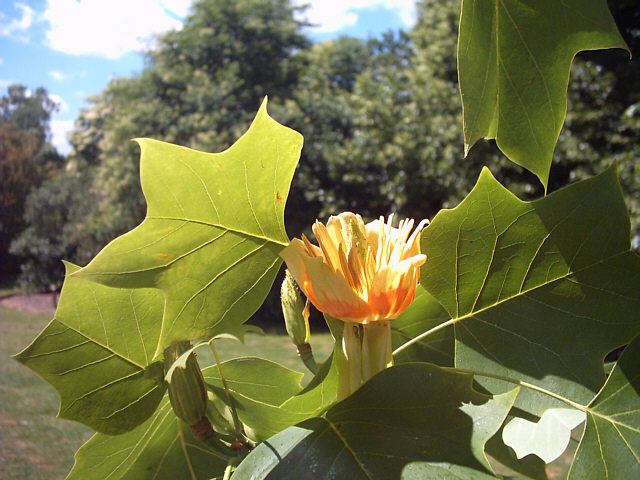
Tulpenbaum (Liriodendron tulipifera), Blüte und einfache Laubblätter.

Den Magnolienartigen werden sechs Pflanzenfamilien zugeordnet:
- Annonengewächse (Annonaceae): Sie enthält etwa 129 Gattungen mit etwa 2220 Arten.
- Degeneriaceae: Sie enthält nur eine Gattung:
  - Degeneria: Die etwa zwei Arten kommen nur auf Fidschi und Viti Levu vor.
- Eupomatiaceae: Sie enthält nur eine Gattung:
  - Eupomatia: Die nur drei Arten kommen in Neuguinea und im östlichen Australien vor.
- Himantandraceae: Sie enthält nur eine Gattung:
  - Galbulimima F.M.Bailey (inklusive Himantandra F.Muell. ex Diels): Die nur ein oder zwei Arten kommen in Neuguinea und im nordöstlichen Australien vor.
- Magnoliengewächse (Magnoliaceae): Sie enthält nur zwei Gattungen mit etwa 227 Arten:
  - Magnolia: Sie enthält etwa 225 Arten.
  - Liriodendron: Sie enthält nur zwei Arten.
- Muskatnussgewächse oder Musskatnussbaumgewächse (Myristicaceae): Sie enthält etwa 20 Gattungen mit etwa 475 Arten.

Die Verwandtschaft der Familien kann mithilfe folgenden Kladogramms verdeutlicht werden: 
|  | Degeneriaceae   |
|  |                 |
|  | Himantandraceae |
|  |                 |

|  | Eupomatiaceae |
|  |               |
|  | Annonaceae    |
|  |               |

|  | Degeneriaceae   |
|  |                 |
|  | Himantandraceae |
|  |                 |

|  | Eupomatiaceae |
|  |               |
|  | Annonaceae    |
|  |               |

|  | Degeneriaceae   |
|  |                 |
|  | Himantandraceae |
|  |                 |

|  | Eupomatiaceae |
|  |               |
|  | Annonaceae    |
|  |               |

|  | Degeneriaceae   |
|  |                 |
|  | Himantandraceae |
|  |                 |

|  | Eupomatiaceae |
|  |               |
|  | Annonaceae    |
|  |               |

|  | Degeneriaceae   |
|  |                 |
|  | Himantandraceae |
|  |                 |

|  | Eupomatiaceae |
|  |               |
|  | Annonaceae    |
|  |               |

|  | Degeneriaceae   |
|  |                 |
|  | Himantandraceae |
|  |                 |

|  | Eupomatiaceae |
|  |               |
|  | Annonaceae    |
|  |               |

|  | Degeneriaceae   |
|  |                 |
|  | Himantandraceae |
|  |                 |

|  | Eupomatiaceae |
|  |               |
|  | Annonaceae    |
|  |               |

|  | Degeneriaceae   |
|  |                 |
|  | Himantandraceae |
|  |                 |

|  | Eupomatiaceae |
|  |               |
|  | Annonaceae    |
|  |               |